# Marie Auguste Pâris
Pour les articles homonymes, voir Auguste Paris et Paris (homonymie).
Marie Auguste Pâris, né le 20 mai 1771 à Miramont-d'Astarac dans le Gers et mort le 3 juin 1814 à Perpignan, dans les Pyrénées-Orientales, est un général de la Révolution française et de l'Empire.

## Biographie

### Sous la Révolution et le Consulat
Sergent au 7e bataillon de volontaires de la Gironde, également appelé bataillon de Bordeaux en 1792, il combat jusqu'en 1794 à l'armée des Pyrénées, puis à l'armée des Pyrénées occidentales avec laquelle il est blessé en 1793. Nommé sous-lieutenant puis lieutenant la même année, il est envoyé à l'île de Ré et embarque le 23 avril 1794 pour la Guadeloupe où il arrive le 3 juin. Passé capitaine, puis lieutenant-colonel dans le courant de juillet 1794, il est à la tête de la demi-brigade des sans-culottes et nommé le 20 juillet 1794, commandant de Port-de-la-Liberté. Il est une nouvelle fois blessé lors d'un combat en Guadeloupe.
Devenu général de brigade le 20 octobre 1796, il réoccupe Marie-Galante le 14 octobre 1797 et est nommé commandant militaire de l'arrondissement de Basse-Terre. Le 19 mars 1798, avec ses deux beaux-frères Victor Hugues et Jean Boudet, il crée une nouvelle agence qui gère l’administration des finances, la régie des biens des émigrés et l’armement des corsaires. Cela provoquera une suspicion de détournement de biens nationaux, un conflit avec les américains et la destitution de Victor Hugues le 5 juin. Il est promu général de division le 3 octobre 1799.
Le 11 vendémiaire an VIII (3 octobre 1799), l'Agent particulier du Directoire exécutif de la Guadeloupe Desfourneaux est arrêté par 46 conjurés qui ont convaincu le général Pélardy et Pâris,. À la suite d'un vote, il sera provisoirement agent particulier du Directoire exécutif de la Guadeloupe. Le 9 germinal an VIII (30 mars 1800), le général Pélardy et lui ont l'ordre d'embarquer sur le Dragon afin de répondre de leur acte lors du renvoi du général Desfourneaux en France.
Il devient le commandant en chef des troupes des îles du Vent le 11 décembre 1799. Le 30 mai 1801 il est remplacé à son poste par le général Béthencourt et débarque à Lorient le 17 août. Confirmé dans le grade de général de brigade et réformé le 7 janvier 1802, il est autorisé à suivre la campagne de 1804 à l'état-major du maréchal Davout avant d'être définitivement réformé en juillet 1804.

### Général de l'Empire
Remis en activité le 8 août 1809 avec le grade de général de brigade, il passe à l'armée du Nord sous les ordres du général Rampon, puis à l'armée de la Tête des Flandres sous le commandement du maréchal Moncey. Le 4 octobre suivant, Pâris est transféré au 5e corps de l'armée d'Espagne sous les ordres du maréchal Mortier. Placé sous les ordres du général Suchet, il est à la tête d'une brigade de la division Harispe au combat du pont d'Albentosa le 1er mars 1810. Il est fait officier de la Légion d'honneur le 28 août 1810, et baron de l'Empire le 21 novembre suivant. Il parvient à secourir la garnison de Molina de Aragón et combat à Chena en janvier 1811, puis à Puebla de Benaguasil et à Sagonte en octobre, où il est blessé d'une balle à la jambe.
Le 1er novembre 1812, il est nommé gouverneur de l'Aragon en remplacement du général Reille. Le 8 juillet 1813, alors à l'armée d'Aragon, il est attaqué par les troupes espagnoles à Saragosse qui le contraignent, le 10 juillet, à évacuer la place et à retraiter sur Lérida puis Jaca où il parvient le 13 juillet. Après la bataille des Pyrénées fin juillet, il retraite, prend position à Urdos le 12 août et est chargé de défendre les passages de la frontière dans les vallées d'Aspe, d'Ossau, de Barétous et de Sainte-Engrâce.
Affecté à l'armée du Midi, il se replie sur Oloron en octobre 1813, et participe à la bataille de la Nive début décembre. Le 16 décembre il devient commandant de la 2e brigade de la 8e division que commande le général Harispe à l'armée des Pyrénées. Le 22 décembre 1813 il est promu général de division par décret impérial. À la bataille d'Orthez le 27 février 1814, il est à la tête de la 9e division et est blessé lors d'un combat à Rivareyte. Devenu commandant du département des Pyrénées-Orientales, il meurt à Perpignan, « malade et blessé » le 3 juin 1814.

## Généalogie
Auguste Paris, dit Augustin, se marie en 1797, avec Marie Jacquin avec laquelle il aura une fille. Marie Jacquin est la sœur d'Angélique Jacquin, épouse de Victor Hugues. Les deux hommes sont donc beaux-frères.